# Bill Reid
William Ronald Reid, mais conhecido como Bill Reid (12 de janeiro de 1920 - 13 de março de 1998) foi um artista canadense cujas obras incluíram a escultura, serigrafia e pintura.